# 6.ª División de Reserva Bávara
La 6.ª División de Reserva Bávara (en alemán, 6. Bayerische Reserve-Division) fue una unidad de Ejército Real Bávaro, parte del Ejército Imperial alemán, en la Primera Guerra Mundial. La división se formó el 10 de septiembre de 1914 y se organizó durante el mes siguiente. La división se disolvió en 1919 durante la desmovilización del ejército alemán después de la Primera Guerra Mundial. 
La 6ª División de Reserva Bávara fue criada y reclutada de los Distritos del I y III del Cuerpo de Ejército de Baviera Como división de reserva, consistía principalmente en reservistas retirados del mercado. También se acogió a un número considerable de voluntarios de guerra. Entre estos últimos estaba el soldado más famoso de la división, Adolf Hitler, un Gefreiter (cabo) nacido en la parte Austríaca del Imperio austrohúngaro en el 16 Regimiento de Infantería de la Reserva de Baviera.

## Crónica de combate
La división entró en la guerra el 30 de octubre de 1914, cuando entró en la Primera Batalla de Ypres, parte de la llamada Carrera hacia el Mar. La división permaneció en Flandes a partir de entonces, y luchó en numerosas acciones, incluida la Batalla de Fromelles en julio de 1916 y las últimas fases de la Batalla del Somme en octubre de 1916. En la primavera de 1917, la división luchó en la Batalla de Arrás. Permaneció en la región de Flandes hasta agosto de 1917, cuando fue transferido a la Alta Alsacia para descansar y luego a la región de Chemin des Dames. En 1918, participó en la ofensiva alemana conocida como Ofensiva de primavera. En las ofensivas y contraofensivas de primavera y verano, se enfrentó a las tropas francesas y estadounidenses en varias batallas, incluso en Aisne y Campaña-Marne. La división regresó a la región de Flandes en agosto de 1918, donde permaneció hasta el final de la guerra. La inteligencia aliada calificó a la división como una división de segunda clase, señalando que, aunque entrenada como una división de asalto, se empleaba con mayor frecuencia como una unidad de seguimiento.

## Orden de batalla el 8 de diciembre de 1914
El orden de batalla de la 6.ª División de la Reserva de Baviera el 8 de diciembre de 1914 fue el siguiente:
- 12. bayerische Reserve-Infanterie-Brigade (es: 12.ª Brigada de Infantería de Reserva Bávara)
  - Kgl. Bayerisches Reserve-Infanterie-Regiment 16 (es: Regimiento de infantería de reserva 16)
  - Kgl. Bayerisches Reserve-Infanterie-Regiment 17 (es: Regimiento de infantería de reserva 17)
- 14. bayerische Reserve-Infanterie-Brigade (es: 14.ª Brigada de Infantería de Reserva Bávara)
  - Kgl. Bayerisches Reserve-Infanterie-Regiment 20 (es: Regimiento de infantería de la Reserva Real de Baviera 20)
  - Kgl. Bayerisches Reserve-Infanterie-Regiment 21 (es: Regimiento de infantería de la Reserva Real de Baviera 21)
- Kgl. Bayerisches Reserve-Kavallerie-Regiment 6 (es: Regimiento de caballería de reserva 6)
- Kgl. Bayerisches Reserve-Feldartillerie-Regiment 6 (es: Regimiento de artillería de campo de reserva 6)
- Kgl. Bayerisches Reserve-Fußartillerie-Bataillon 6 (es: Batallón de artillería de pie de reserva 6)
- Kgl. Bayerische Reserve-Pionier-Kompanie 6 (es: Compañía de reserva 6)
- Reserve-Fernsprech-Abteilung 6 (es: Departamento telefónico de reserva 6)

## Orden de batalla el 10 de abril de 1918

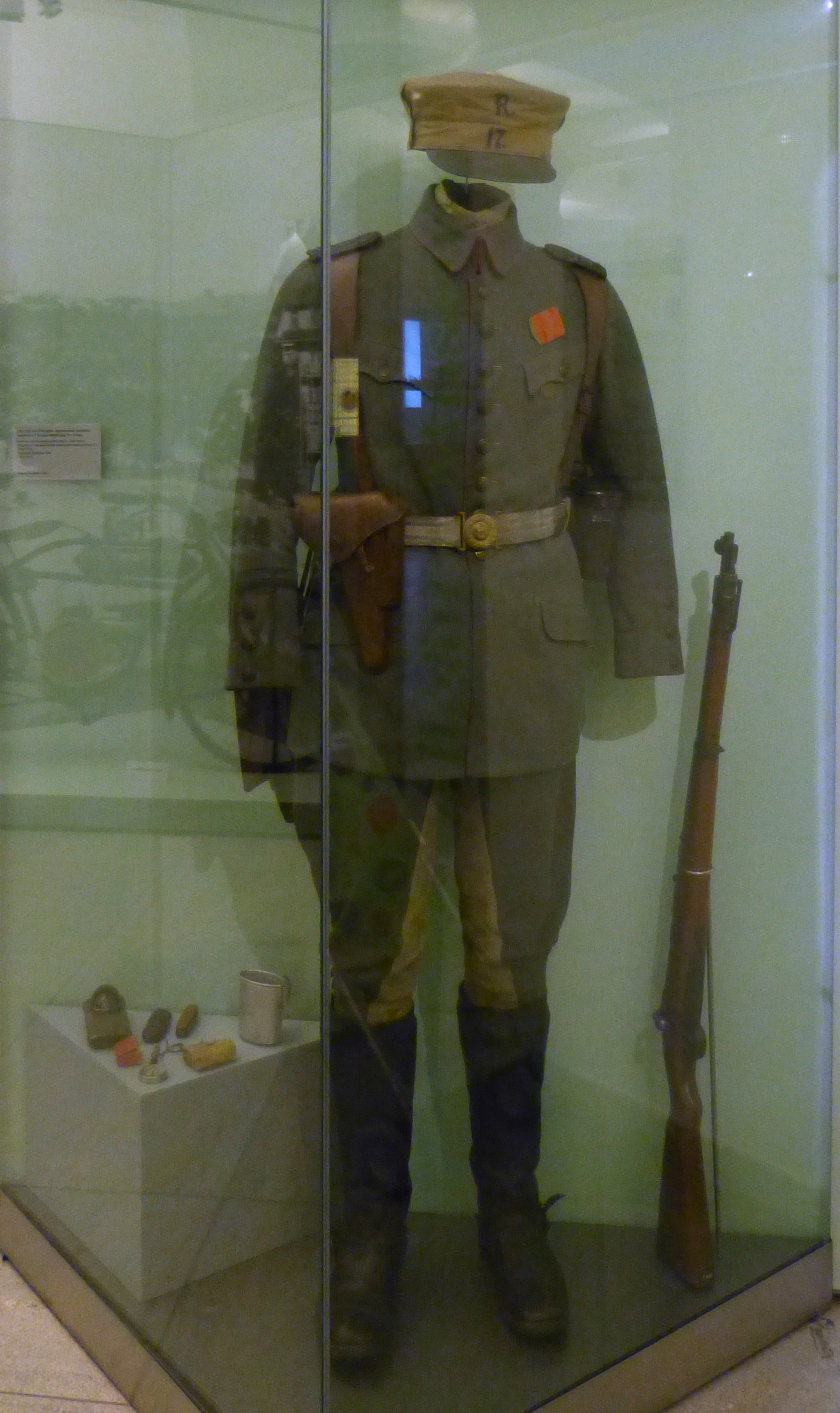
Uniforme y equipo del Dr. Otto Merkt, Hauptmann del bayerischen Reserve-Infanterie-Regiments 17 de 1916.

Las divisiones experimentaron muchos cambios durante la guerra, con regimientos que se movieron de división en división, y algunos fueron destruidos y reconstruidos. La 6ª División de Reserva Bávara se triangulizó en enero de 1917, perdiendo la 14.ª sede de la Brigada de Infantería de la Reserva Bávara y el 21º Regimiento de Infantería de la Reserva Bávara. La caballería se redujo, los ingenieros aumentaron y se creó un comando de artillería y un comando de señales divisionales. El orden de batalla de la 6.ª División de Reserva Bávara el 10 de abril de 1918 fue el siguiente:
- 12. bayerische Reserve-Infanterie-Brigade (es: 12a Brigada de Infantería de Reserva)
  - Kgl. Bayerisches Reserve-Infanterie-Regiment 16 (es: Regimiento de infantería de reserva 16)
  - Kgl. Bayerisches Reserve-Infanterie-Regiment 17 (es: Regimiento de infantería de reserva 17)
  - Kgl. Bayerisches Reserve-Infanterie-Regiment 20 (es: Regimiento de infantería de reserva 20)
  - 2° Eskadron/Kgl. Bayerisches Reserve-Kavallerie-Regiment 6 (es: 2.º Escuadrón/Regimiento de Caballería de Reserva 6)
- Kgl. Bayerischer Artillerie-Kommandeur 18 (es: Comandante de artillería N° 18)
  - Kgl. Bayerisches Reserve-Feldartillerie-Regiment 6 (es: Regimiento de artillería de campo de reserva 6)
  - Kgl. Bayerisches Fußartillerie-Bataillon 12 (es: Batallón de artillería a pie 12)
- Pioner Kgl. Bayerisches Pionier-Bataillon 19 (es: Batallón pionero 19)
  - Kgl. Bayerische Reserve-Pionier-Kompanie 6 (es: Reserva Pionera de Compañía 6)
  - Kgl. Reserva Bayerische-Pionier-Kompanie 7 (es: Reserva Pionera de Compañía 7)
  - Kgl. Bayerische Minenwerfer-Kompanie 206 (es: Empresa de lanzamiento de minas 206)
- Kgl. Bayerischer Divisions-Nachrichten-Kommandeur 406 (es: División de Comandancia de Noticias 406)

## Comandantes
| N.º | Rango                 | Nombre                          | Fechas                                                  |
| --- | --------------------- | ------------------------------- | ------------------------------------------------------- |
| 1   | General de Caballería | Maximilian von Speidel          | 30 de octubre - 15 de noviembre de 1914                 |
| 2   | Generalleutnant       | Johann Streck                   | 16 de noviembre - 1 de diciembre de 1914 (en funciones) |
| 3   | General de Infantería | Felix von Bothmer               | 2 al 25 de diciembre de 1914                            |
| 4   | Generalleutnant       | Gustav Scanzoni von Lichtenfels | 26 de diciembre de 1914 - 11 de enero de 1917           |
| 5   | General de división   | Paul Ritter von Köberle         | 12 de enero de 1917 - 28 de mayo de 1918                |
| 6   | General de división   | Georg Meyer                     | 29 de mayo de 1918 - 1919 (final)                       |